# Drepanomeryx falciformis
Il drepanomerice (Drepanomeryx falciformis) è un mammifero artiodattilo estinto, appartenente ai dromomericidi. Visse nel Miocene medio (14 - 12 milioni di anni fa) e i suoi resti fossili sono stati ritrovati in Nordamerica (Nebraska e Texas).

## Descrizione
Questo animale, piuttosto simile a un'antilope, era dotato di due lunghe corna sopraorbitali, rivolte all'indietro, dotate di piccole flange alla base. La dentatura era simile a quella di altri dromomericidi (ad esempio Dromomeryx), ma il quarto premolare inferiore era dotato di una fossetta anteriore aperta. Le zampe di Drepanomeryx erano piuttosto robuste. È probabile che anche le femmine di questa specie fossero dotate di corna, al contrario della maggior parte degli altri dromomericidi. 

## Classificazione
Drepanomeryx falciformis venne descritto per la prima volta nel 1815 da Sinclair, sulla base di fossili ritrovati nel Nebraska. Questo animale fa parte di un gruppo di artiodattili tipicamente nordamericani, i dromomericidi, dalle affinità incerte ma forse imparentati con i cervidi. In particolare, Drepanomeryx sembrerebbe essere il rappresentante più basale del sottogruppo dei dromomericini, che comprende anche forme come Rakomeryx e Dromomeryx. Tuttavia, i suoi resti fossili sono stati ritrovati in terreni leggermente più recenti di quelli che hanno restituito le altre forme, ed è quindi ipotizzata la presenza di una ghost lineage di circa 5 milioni di anni, un lasso di tempo per il quale non sono conosciuti fossili per questa linea evolutiva. 